# František Alois Tichý
František Alois Tichý (pseudonymy: Harry Brown, Jan Kovec, Jan Chrudimský, Smith Kwiet aj. ) (25. března 1898 Chrudim – 10. března 1971 Praha) byl český skladatel populární hudby, dirigent a pianista.

## Život
Druhé křestní jméno Alois převzal od svého strýce, lidového komika Aloise Tichého, někdy místo něj užíval Antonín, po mamince Antonii. Na Pražské konzervatoři studoval hru na varhany u Josefa Kličky, dalšími učiteli mu zde byli Ondřej Horník, František Spilka a Karel Stecker (1912–1915). Po ročním působení jako choralista na Vyšehradě byl varhaníkem v chrámu sv. Mikuláše v Praze na Malé Straně. (1919–1930). Současně vystupoval jako klavírista v různých zábavních a restauračních podnicích, dirigoval orchestry smíchovské Arény a karlínského Varieté (nynější Hudební divadlo Karlín) a skládal taneční skladby jazzového ražení jako šlágr Stará, natoč gramofon. Od roku 1929 byl dirigentem orchestru gramofonové firmy Ultraphon a od konce následujícího roku hudebním ředitelem nově založené gramofonové firmy Esta. Zde začal nahrávat se svým „Jazz orchestr F. A. T“. Jeho skladby se objevily i na gramodeskách firmy His Master's Voice, v níž se jako hudební ředitel (byl jím v letech 1932–1935) zasloužil i o vydání první kompletní nahrávky Smetanovy Prodané nevěsty. Nahrávky orchestru F. A. Tichého se v letech 1933–35 objevily také na deskách firmy Columbia. F. A. Tichý byl autorem hudby k prvnímu českému zvukovému filmu, vyrobeném na domácí půdě Když struny lkají, který měl premiéru v roce 1930.
V letech 1935–1936 řídil orchestr Novoměstského divadla, poté orchestr smíchovského Švandova divadla a po smrti kapelníka Antonína Balšánka v roce 1940 převzal jeho orchestr, s nímž pak pod názvem Zábavní orchestr Jiskra účinkoval až do padesátých let v pražském rozhlase, kde byl od roku 1945 redaktorem zábavné a operetní hudby. Vytvořil na 300 skladeb, mezi nimiž dominuje moderní taneční hudba, ale napsal také, pochody, intermezza, směsi, revue a operety John z Aljašky, Křópal amorkem, To není každý den a Kolíne Kolíne (s užitím hudby Františka Kmocha). Přispíval také do hudebních časopisů.